# تعهد شغلی

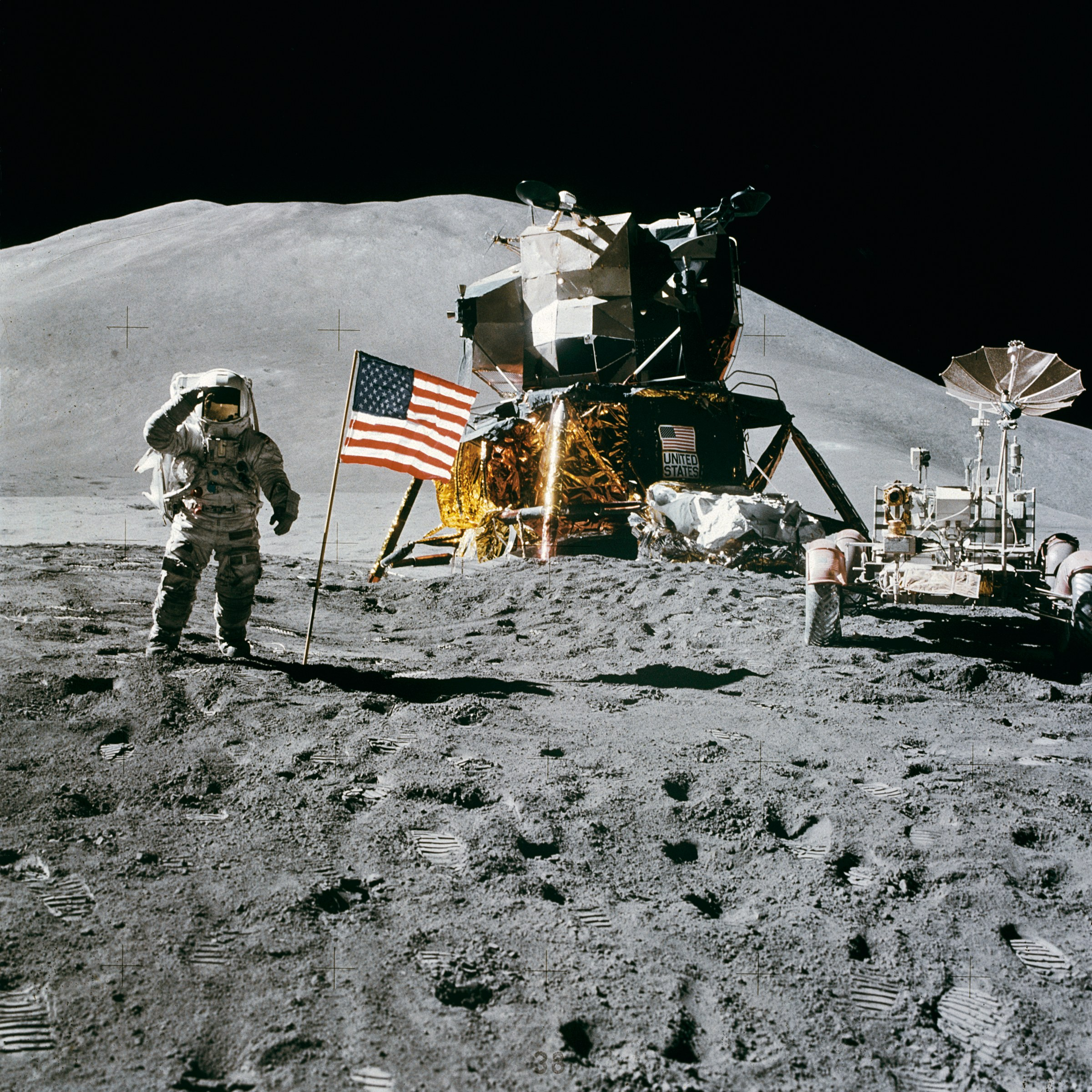
در بسیاری از کتابهای مدیریت مثال بسیار استفاده‌شده‌ای در مورد تعهد سازمانی در ناسا آمده‌است. بنابر این داستان، جان اف. کندی از یک دربان سختکوش در ناسا پرسید که چه می‌کند و او پاسخ داد: «کمک می‌کنم که آدم‌ها به ماه بروند.»

در رفتار سازمانی و روانشناسی صنعتی و سازمانی ، تعهد سازمانی وابستگی روانی فرد به سازمان است. دانشمندان سازمانی همچنین تعاریف بسیار متنوعی از تعهد سازمانی و مقیاسهای متعددی برای سنجش آنها ارائه داده اند. نمونه این مدل الگوی تعهد مایر و آلن است که برای تلفیق تعاریف متعددی از تعهد که در ادبیات تکثیر شده است ، تهیه شده است. مدل مایر و آلن نیز مورد انتقاد قرار گرفته است زیرا این مدل با یافته های تجربی سازگار نیست. همچنین ممکن است در دامنه هایی مانند رفتار مشتری کاملاً قابل استفاده نباشد. همچنین بحث هایی پیرامون آنچه مدل میرز و آلن برای دستیابی به آن تلاش کرده اند وجود داشته است.
اساس بسیاری از این مطالعات یافتن راه هایی برای بهبود احساس کارگران در مورد شغلشان بود تا این کارگران نسبت به سازمان های خود متعهدتر شوند.
تعهد سازمانی متغیرهای کاری مانند گردش مالی ، رفتار شهروندی سازمانی و عملکرد شغلی را پیش بینی می کند. نشان داده شده است که برخی از عوامل مانند استرس در نقش ، توانمندسازی ، عدم امنیت شغلی و اشتغال زایی و توزیع رهبری با احساس تعهد سازمانی کارگر مرتبط است.

## مدل تعهد
مدل سه تکه ای تعهد مایر و آلن (1991) ایجاد شد تا استدلال کند که تعهد دارای سه مولفه مختلف است که با حالات مختلف روانشناختی مطابقت دارد. مایر و آلن این مدل را به دو دلیل ایجاد کردند: اول "کمک به تفسیر تحقیقات موجود" و دوم "برای ایجاد چارچوبی برای تحقیقات آینده".  مطالعه آنها عمدتاً حول مطالعات قبلی درباره تعهد سازمانی بود.
تحقیقات میر و آلن نشان داد که سه "ذهنیت" وجود دارد که می تواند تعهد یک کارمند به سازمان را مشخص کند. مرکوریو (2015) این مدل را با مرور مطالعات تجربی و نظری در مورد تعهد سازمانی گسترش داد. مرکوریو معتقد است که تعهد عاطفی یا احساسی ، جوهر اصلی تعهد سازمانی است. 

### تعهد موثر
تعهد عاطفی به عنوان دلبستگی عاطفی مثبت کارمند به سازمان تعریف می شود. مایر و آلن آن را به عنوان مولفه "میل" تعهد سازمانی در نظر گرفتند. کارمندی که از نظر عاطفی متعهد است ، به شدت با اهداف سازمان ارتباط برقرار می کند و مایل است بخشی از سازمان بماند. این کارمند به سازمان متعهد می شود زیرا "می خواهد".
این تعهد می تواند تحت تأثیر ویژگیهای مختلف جمعیتی مختلف قرار گیرد: سن ، سابقه کار ، جنسیت و تحصیلات اما این تأثیرات نه قوی هستند و نه سازگار. مشكل این خصوصیات این است كه در عین دیده شدن ، نمی توان آنها را به وضوح تعریف كرد. میر و آلن این مثال را مطرح کردند که "روابط مثبت بین تصدی و تعهد شاید به دلیل تفاوت در موقعیت شغلی و کیفیت مربوط به تصدی گری باشد"   مرکوریو (2015) اظهار داشت که ... "مشخص شد که تعهد عاطفی یک ویژگی پایدار ، کاملاً ضروری و اصلی تعهد سازمانی است". 

### تعهد تداوم
تعهد تداوم ، مولفه "نیاز" یا سود در مقابل ضرر کار در یک سازمان است.
"شرط های جانبی" یا سرمایه گذاری ، سود و زیانی است که در صورت ماندن یا ترک یک سازمان از طرف شخص ، ممکن است اتفاق بیفتد. یک فرد ممکن است به سازمان متعهد شود زیرا هزینه زیادی را برای از دست دادن عضویت سازمانی در نظر می گیرد (ر.ک. "تئوری شرط بندی جانبی بکر" در سال 1960).
مواردی مانند هزینه های اقتصادی (مانند اقساط بازنشستگی) و هزینه های اجتماعی (روابط دوستی با همکاران) هزینه های از دست دادن عضویت سازمانی است. اما یک فرد هزینه های مثبت را برای ماندن در یک سازمان کافی نمی داند ، آنها همچنین باید گزینه های موجود (مانند سازمان دیگری) را در نظر بگیرند ، روابط شخصی را مختل کنند و "شرط های جانبی" دیگری را که از ترک آنها متحمل می شوند ، در نظر بگیرند. سازمان آنها مشكل این مسئله این است كه این "شرط های جانبی" یك باره اتفاق نمی افتند بلكه "با افزایش سن و سن جمع می شوند". 

### تعهد هنجاری
فرد به دلیل احساس تعهد ، آخرین مولفه تعهد سازمانی ، به سازمانی متعهد می شود و با آن باقی می ماند. این احساسات ممکن است از فشار وارده بر فرد قبل و بعد از پیوستن به یک سازمان ناشی شود. برای مثال ، ممکن است سازمان منابعی را برای آموزش کارمندی سرمایه گذاری کرده باشد که پس از آن احساس "اخلاقی" می کند که تلاش خود را انجام دهد و برای "بازپرداخت بدهی" در سازمان بماند. همچنین ممکن است منعکس کننده هنجاری درونی باشد ، که قبل از پیوستن فرد به سازمان از طریق خانواده یا سایر فرایندهای اجتماعی سازی ، ایجاد شده است که فرد باید به سازمان خود وفادار باشد. کارمند در سازمان باقی می ماند زیرا "باید". اما به طور کلی اگر فردی سرمایه گذاری زیادی انجام دهد ، "پاداش پیشرفته" دریافت می کند.
تعهد هنجاری در سازمانهایی که به وفاداری خود اهمیت می دهند و با پاداش ، مشوق و استراتژیهای دیگر واقعیت را به طور سیستماتیک به کارمندان منتقل می کنند ، بالاتر است. تعهد هنجاری در کارمندان نیز در مواردی زیاد است که کارمندان به طور منظم نمونه های واضحی از متعهد بودن کارفرما به رفاه کارمندان را مشاهده می کنند. یک کارمند با تعهد سازمانی بیشتر شانس بیشتری برای کمک به موفقیت سازمانی دارد و همچنین سطح بالاتری از رضایت شغلی را تجربه خواهد کرد. سطح بالایی از رضایت شغلی ، به نوبه خود باعث کاهش گردش کارکنان و افزایش توانایی سازمان در استخدام و حفظ استعدادها می شود. مایر و آلن تحقیقات خود را در این زمینه بیشتر بر اساس شواهد نظری به جای تجربی بنا کردند ، که ممکن است عدم عمق در این بخش از مطالعه خود را در مقایسه با موارد دیگر توضیح دهد. آنها تحقیق وینر (2005)  را برای این مولفه تعهد انجام دادند.

### انتقاد به مدل سه جزئی
از زمان ساخت این مدل ، نقد مفهومی نسبت به آنچه مدل می خواهد برای رسیدن به آن انجام دهد ، وجود دارد. به طور مشخص از سه روانشناس ، عمر سولینگر ، وودی اولفن و رابرت رو. تا به امروز ، مدل مفهومی سه جز به عنوان الگوی اصلی تعهد سازمانی در نظر گرفته شده است زیرا سه جنبه از تحقیقات تعهد قبلی را بهم پیوند می دهد (بکر ، 2005 ؛ بوکان ، 2005 ؛ کانتر ، 1968 ؛ ماتیو و زاجاک ، 1990 ؛ موادی ، Porter، & Steers، 1982؛ Salancik، 2004؛ Weiner، 2004؛ Weiner & Vardi، 2005). با این حال ، مجموعه ای از مطالعات نشان داده است که این مدل با یافته های تجربی سازگار نیست. سولینجر ، اولفن و رو از الگوی بعدی توسط آلیس ایگلی و شلی چایکن ، مدل رفتار-رفتار (2004) استفاده می کنند تا نشان دهند که مدل سه جزئی پدیده های مختلف نگرش را ترکیب می کند. آنها به این نتیجه رسیده اند که مدل سه جزئی، مدلی برای پیش بینی گردش مالی است. به تعبیری این مدل توصیف می کند که چرا افراد باید در سازمان بمانند ، چه به این دلیل که آنها می خواهند ، به آن نیاز دارند یا باید. به نظر می رسد این مدل نگرشی را نسبت به هدف ، یعنی سازمان بودن ، و نگرش نسبت به رفتاری كه ترک یا ماندن است ، با هم مخلوط می کند. آنها معتقدند که این مطالعات باید به درک اولیه از تعهد سازمانی به عنوان نگرشی نسبت به سازمان بازگردد و آن را بر اساس آن بسنجد. اگرچه مدل سه جزئی روش خوبی برای پیش بینی گردش مالی است ، اما این روانشناسان معتقد نیستند که این باید مدل کلی باشد. از آنجا که مدل Eagly و Chaiken بسیار کلی است ، به نظر می رسد می توان مدل سه جزئی را به عنوان یک زیرمجموعه خاص از مدل آنها هنگام بررسی حس کلی تعهد سازمانی توصیف کرد. روشن می شود که تعهد عاطفی برابر با نگرش نسبت به یک هدف است ، در حالی که تداوم و تعهد هنجاری نمایانگر مفاهیم مختلفی هستند که به نتایج رفتاری پیش بینی شده اشاره می کنند ، به ویژه ماندن یا ترک آن. 
این مشاهدات از نتیجه گیری آنها مبنی بر اینکه تعهد سازمانی توسط مدل سه جزئی به عنوان ترکیبی از نگرشهای هدف متفاوت و نگرشهای رفتاری درک می شود ، پشتیبانی می کند ، که به اعتقاد آنها هر دو گیج کننده و منطقی نادرست است. مدل رفتاری-رفتاری می تواند توضیحاتی را برای چیزی نشان دهد که در مدل سه جزئی متناقض بنظر می رسد. این بدان معناست که تعهد عاطفی در مقایسه با تعهد هنجاری و استمرار ارتباطات قوی تری با رفتار مربوطه و طیف وسیعی از رفتارها دارد. نگرش به یک هدف (سازمان) بدیهی است که در طیف وسیعی از رفتارها نسبت به نگرش نسبت به یک رفتار خاص (ماندن) قابل اجرا است. پس از تحقیقات خود ، سلینگر ، اولفن و رو معتقدند مدل رفتاری ایگلی و چایکن از سال 1993 الگوی جایگزین مناسبی برای پیش بینی تعهد سازمانی عمومی است زیرا به دلیل رویکرد آن در تعهد سازمانی به عنوان یک ساختار واحد ، می تواند به پیش بینی رفتارهای مختلف فراتر از گردش مالی کمک کند. 

### یک مدل تعهد پنج مولفه ای
اخیراً ، دانشمندان یک الگوی تعهد پنج مولفه ای ارائه داده اند ، اگرچه این مدل در زمینه مصرف محصول و خدمات تولید شده است. این مدل تعهد عادی و اجباری را به عنوان دو بعد اضافی پیشنهاد می دهد که در تنظیمات مصرف بسیار زننده است. با این حال ، به نظر می رسد که تعهد عادی یا اینرسی ممکن است در بسیاری از موقعیت های شغلی نیز مرتبط باشد. افراد به یک شغل عادت می کنند - روال معمول ، فرایندها ، طرح های شناختی مرتبط با یک شغل می تواند افراد را به یک تعهد نهفته نسبت به شغل وادارد - درست همانطور که ممکن است در یک محیط مصرف اتفاق بیفتد. مقاله - توسط Keiningham و همکارانش همچنین برنامه های مدل سه جزئی را در تنظیمات شغلی و در تنظیمات مصرف با هم مقایسه کرده تا بینش های بیشتری ایجاد کند.

## رضایت شغلی
رضایت شغلی معمولاً به این معناست که کارمندان کارشان را دوست دارند. محققان رضایت شغلی چند دهه گذشته را بررسی کرده اند. مطالعاتی برای کشف ابعاد رضایت شغلی ، پیشینیان رضایت شغلی و رابطه بین رضایت و تعهد انجام شده است. رضایت همچنین تحت جمعیت شناسی مختلف جنسیت ، سن ، نژاد ، تحصیلات و سابقه کار مورد بررسی قرار گرفته است. بیشتر تحقیقات در مورد رضایت شغلی با هدف الگوی تناسب فرد با محیط انجام شده است. مشخص شده است که رضایت شغلی یکی از زمینه های مهم تحقیق است زیرا یکی از مهمترین دلایلی که افراد برای ترک شغل بیان می کنند عدم رضایت است. 
بیشتر ادبیات مربوط به رابطه بین تعهد و رضایت از شغل فرد نشان می دهد که اگر کارمندان راضی باشند ، تعهد بیشتری نسبت به کارشان پیدا می کنند. کالبرگ (1990) نگرشهای کاری کارگران در ایالات متحده و ژاپن را مطالعه کرد و بین رضایت شغلی و تعهد سازمانی کارگران در ژاپن 73/0 و همبستگی معنی دار بالاتر 0.81 در میان آمریکایی ها یافت. مطالعه ای که توسط Dirani و Kuchinke انجام شد ، نتایج حاکی از همبستگی قوی بین تعهد شغلی و رضایت شغلی را نشان داد و رضایت یک پیش بینی کننده قابل اعتماد برای تعهد بود.  رضایت شغلی در بین کارمندان - حداقل در شرایط خرده فروشی - همچنین می تواند ارتباط بین رضایت مشتری و وفاداری مشتری را تقویت کند.

### درک "تماس"
مطالعه ای در دانشگاه فلوریدا نشان داد که همبستگی مثبتی بین تصور فرد از کار "شغل" بودن و میزان تعهد نسبت به شغل وجود دارد. این مطالعه به بررسی رابطه بین تعهد کاری و درک شرکت کنندگان از معنا در شغل خود پرداخت. شرکت کنندگان در مناطق مورد آزمایش قرار گرفتند. درک تماس ، رضایت شغلی و تعهد شغلی. نتایج نشان داد که همبستگی متوسطی بین شرکت کنندگان در درک تماس و تعهد شغلی و همبستگی ضعیفی بین درک تماس و رضایت شغلی وجود دارد.

## عوامل دیگر

### استرس
اختلال در عملکرد نقش با عواقب زیادی همراه است ، تقریباً همیشه منفی ، که بر رفاه کارگران و عملکرد سازمانها تأثیر می گذارد. تجربه یک فرد از دریافت درخواستهای ناسازگار یا متناقض (تضاد نقش) و / یا کمبود اطلاعات کافی برای انجام وظیفه خود (ابهام نقش) از دلایل استرس نقش است. ابهام نقش و درگیری عملکرد کارگر را کاهش می دهد و با احتمال خروج کارگران از سازمان ارتباط مثبت دارد. تعارض نقش و ابهام به عنوان عوامل تعیین کننده رضایت شغلی کارگران و تعهد سازمانی آنها مطرح شده است. 

### توانمند سازی
توانمندسازی در محل کار در طی سالهای مختلف تعاریف مختلفی داشته است. "انرژی بخشیدن به پیروان از طریق رهبری ، افزایش خودکارآمدی با کاهش ناتوانی و افزایش انگیزه وظیفه ذاتی" در نظر گرفته شده است. یک دیدگاه روانشناختی در مورد توانمند سازی ، آن را "فرایندی از انگیزه ذاتی ، کنترل ادراک شده ، صلاحیت و انرژی برای دستیابی به اهداف" توصیف می کند. دو مفهوم برجسته توانمند سازی وجود دارد. اولین مورد توانمندسازی ساختاری است که از تئوری سازمانی / مدیریت ناشی می شود و به عنوان توانایی انجام کارها و بسیج منابع توصیف می شود. مورد دوم توانمندسازی روانشناختی است که از مدلهای روانشناسی اجتماعی ناشی می شود و به عنوان برداشتها / نگرشهای روانشناختی کارکنان در مورد کار و نقشهای سازمانی آنها توصیف می شود. مطالعه ای که توسط احمد و همکاران انجام شده است. برای رابطه بین توانمند سازی و رضایت شغلی و تعهد شغلی پشتیبانی پیدا کرد. در این مطالعه پرستاران شاغل در انگلیس و پرستاران شاغل در مالزی مورد بررسی قرار گرفتند. با در نظر گرفتن زمینه فرهنگی ، این مطالعه هنوز همبستگی مثبتی بین توانمندسازی و رضایت شغلی / تعهد نشان داد. 

### عدم امنیت شغلی
در تحقیقی که توسط تحقیق دی کویپر انجام شد ، مشخص شد که کارگرانی که با قراردادهای مدت معین بوده اند یا "کارگران موقت" محسوب می شوند ، نسبت به کارگران دائمی سطح بالاتری از عدم امنیت شغلی را گزارش کرده اند. مشخص شد که عدم امنیت شغلی با رضایت شغلی و تعهد سازمانی عاطفی در کارگران ثابت رابطه منفی دارد. این مطالعه همچنین نشان داد که رضایت شغلی و تعهد سازمانی با کارگر دائم بودن ارتباط زیادی دارد. 

### توزیع رهبری
مطالعه ای که توسط Hulpia و همکاران انجام شده است. بر تأثیر توزیع پشتیبانی رهبری و رهبری در بین معلمان و چگونگی تأثیر آن بر رضایت شغلی و تعهد متمرکز شده است. این مطالعه نشان داد که بین تعهد سازمانی و انسجام تیم رهبری و میزان حمایت از رهبری رابطه شدیدی وجود دارد. عقاید قبلی در مورد رضایت شغلی و تعهد در بین معلمان این بود که آنها با غیبت و گردش مالی همبستگی منفی و با تلاش شغلی و عملکرد شغلی همبستگی مثبت دارند. این مطالعه نحوه تأثیر یک رهبر (معمولاً مدیر) بر رضایت شغلی و تعهد معلمان را بررسی کرد. این مطالعه نشان داد که هنگامی که رهبری توسط "رهبر" به معلمان توزیع می شد ، کارگران نیز رضایت شغلی و تعهد سازمانی بیشتری نسبت به زمانی که بیشتر رهبری به عهده یک شخص بود ، گزارش می دادند. حتی زمانی که فقط درک نقشهای توزیع شده رهبری بود ، کارگران همچنان سطح بالایی از رضایت / تعهد شغلی را گزارش می کردند.